# Antennuloniscus menziesi
Antennuloniscus menziesi is een pissebed uit de familie Haploniscidae. De wetenschappelijke naam van de soort is voor het eerst geldig gepubliceerd in 2004 door George.